# 茶园镇 (淳安县)
茶园镇，是中华人民共和国浙江省杭州市淳安县曾经设立的一个镇，今属石林镇，在千岛湖镇东南的千岛湖茶园岛附近。历史上属于睦州、建德府、严州。2001年撤镇组建石林镇，为淳安县东大门。

## 历史
宋、元时期曾置军戍守，清为淳安县四镇之一。1949年属渡渎乡，1956年属茶园乡，1958年属赋溪公社、里商公社。1959年新安江水库（千岛湖）建成，茶园镇大部分被没入千岛湖底，故址在今新安江水库东南湖区茶园岛附近。
1984年属富溪乡，1985年再次析置茶园镇，镇政府驻毛竹源村。2001年茶园镇和富溪乡合并入石林镇，毛竹源与九龙源两村合并为茶园村。

## 概况
茶园村盛产茶叶、柑橘、毛竹，有电子厂、萤石厂、建材厂、化工厂等。为金千铁路终点，公路通建德市，轮渡达淳安县城。有桂花岛、蜜山岛等风景点，为千岛湖东南旅游码头所在地。